# NGC 5379
NGC 5379 este o galaxie lenticulară situată în constelația Ursa Mare. A fost descoperită în 24 aprilie 1789 de către William Herschel. Se află la o distanță de 12,88 megaparseci de Pământ.